# 인류인주의
인류인주의(人類人主義, Homaranismo, Humanitism)는 1906년 루도비코 라자로 자멘호프가 발표한 에스페란토 이론이다.
주로 랍비 힐렐(Hillel the Elder)의 가르침에 기초하여 자멘호프(Zamenhof)는 원래 인류인주의를 힐렐리즘(Hillelism)이라고 불렀다. 그는 엄격한 복장 규정과 순결 요구 사항 없이 유대교가 더 이상 반유대주의 선전의 희생양이 되지 않기를 바랐기 때문에 유대교를 개혁하려고 했다. 다른 사람이 자신을 대접해주기를 바라는 것처럼 말이다.

## 같이 보기
- 인문주의
- 바하이 신앙